# 木漏れ日の並木道
『木漏れ日の並木道』（こもれびのなみきみち）は、2003年1月24日にF&C・FC01より発売された18禁美少女アドベンチャーゲームである。
2004年7月29日には、GN SoftwareよりPS2用コンシューマー移植版『木漏れ日の並木道〜移り変わる季節の中で〜』が発売された。

## 概要
最愛の妻を喪った主人公が過去の愛と新しい愛の狭間で悩む、「永遠の愛」をテーマにした作品である。
企画・シナリオ担当の宮村優にとっては、初めて1人で全シナリオを書いた作品となった。もともと漫画家志望だったこともあり、本作品ではキャラクターの心情描写などの説明的文章はあえて省き、漫画のコマ割りのようにテンポのいい掛け合いを描いている。他の作品ではあまり例が無い主人公の「娘」（さくら）を登場させたが、娘がいる主人公が浮気してしまうと暗いイメージになってしまうため、「娘萌え」の明るいほのぼのしたゲームにした。
原画の結城みつるは、「枚数が描ける人」「少女マンガテイストでありながら少年マンガっぽさのある人」という条件から、社内の話し合いにより起用された。
作品タイトルは、作中のポイント「並木道」を取り入れ、全体のほのぼのした雰囲気から「木漏れ日」を組み合わせた。

## 発売履歴
| 発売日          | タイトル・種別                                                      | 詳細 | 発売元             |
| --------------- | ------------------------------------------------------------------- | --- | ------------------ |
| 2003年 1月24日  | 木漏れ日の並木道 （F&Cカード付初回版） （初回版）                   | 初回版特典：結城みつる描き下ろしコミック。 | F&C・FC01          |
| 2003年 2月9日   | 木漏れ日の並木道 （通常版）                                         | 特典なし。 | F&C・FC01          |
| 2003年 10月17日 | もれかべ ～木漏れ日の並木道壁紙集～                                 | 初回版特典：トートバッグ。 | F&C・FC01          |
| 2004年 7月29日  | 木漏れ日の並木道 ～移り変わる季節の中で～ （初回限定版） （通常版） | PlayStation 2用コンシューマー移植版。新規イベント・シナリオの追加、オープニングムービーと主題歌の変更など。 初回限定版特典：さくらフィギュア、ピクチャーレーベル音楽CD。 | GN Software        |
| 2007年 7月26日  | 木漏れ日の並木道 ～移り変わる季節の中で～ （ベスト版）              | PS2版の廉価版。 | GN Software        |
| 2007年 7月27日  | 木漏れ日の並木道 （パッケージ リニューアル版）                      | PC版のパッケージリニューアル版。Vista動作確認済み。 同梱特典：もれかべ〜木漏れ日の並木道壁紙集〜。                                                                       | F&C・FC01          |
| 2009年 10月13日 | 木漏れ日の並木道 （ダウンロード版）                                 | 特典なし。 | F&C・FC01          |
| 2010年 9月26日  | 木漏れ日の並木道 （DVDPG版）                                        | PC版のDVDプレイヤーズゲーム移植版。 | テクニカルスタッフ |
| 2012年 8月14日  | 木漏れ日の並木道 （iOS版）                                          | iOSアプリ版。無料のLITE版もあり。 | F&C・FC01          |
| 2013年 1月25日  | 木漏れ日の並木道 （BEST BUY“F&C”版）                                | PC版の廉価版。 | F&C・FC01          |
| 2014年 1月19日  | DX版 木漏れ日の並木道 （Android版）                                 | Androidアプリ版。ヒロイン個別ルート版もあり。 | Gゲー              |

## ストーリー
（出典：）
大学生の中里光一は、運命的に出会った未来と学生結婚したが、不治の病に冒されていた未来は一人娘・さくらを出産後に亡くなってしまった。それから3年、未来をひたすらに想い、さくらを生きがいに頑張る光一だが、アパート「すめらぎ」や近所の女性たちと過ごす日々の中で、その気持ちは少しずつ変化していく。

## キャラクター
（出典：）

### 主人公
中里 光一（なかざと こういち）
声 - 東慎
5月5日生まれ 牡牛座AB型 身長176cm
本作の主人公。国立鳩村大学医学部医学科2年。お人好し。娘のさくら、飼い犬の椿（つばき）と、アパート「すめらぎ」で暮らしている。食事などは大家の雪桜家に世話になっている。
物語の5年ほど前、大学入学時に檜町（ひのきまち）へ8年ぶりに戻った日に、桜の森公園の桜並木で未来と出会い、結婚。しかし2年後、さくらを産んで未来は死んでしまう。未来の死後、医者になることを決意し、法学部から医学部へ編入。今でも未来のことが忘れられず、彼女との思い出の中に生きている。

### メインキャラクター
雪桜 姫乃（ゆきざくら ひめの）
声 - 冬樹みずほ、米島希（PS2版）
12月28日生まれ 山羊座A型 T160 B85/W57/H83
すめらぎの大家の娘。子ども好きで明るく優しい性格。保母の資格を取るためすめらぎを離れて短大へ通っていたが、2年ぶりに戻り、双葉保育園で働く。光一とは幼馴染みで、昔から密かに光一に憧れている。
綾瀬 紫苑（あやせ しおん）
声 - 深井晴花
7月23日生まれ 獅子座B型 T165 B88/W57/H85
未来の妹。小さい劇団の脚本家。小さい頃から病弱な姉を気遣ってきたため、姉に似たさくらには優しいが、姉を自分から奪った光一にはきつい態度を取っている。
雪桜 伊吹（ゆきざくら いぶき）
声 - 夏川菜々美
9月23日生まれ 乙女座A型 T162 B90/W56/H85
すめらぎの大家。夫・豪（ごう）とは数年前に死別し、今は娘の姫乃・紅葉と3人家族。料理や家事は得意で、すめらぎの住人たちの母親的存在。酒好き・お祭り好きで、何かあると住人たちと共に宴会を開く。光一のことは時にからかいつつも、いろいろ親身に世話している。
真崎 楓（まさき かえで）
声 - 春瀬みき
8月10日生まれ 獅子座A型 T158 B82/W55/H81
鳩村大学医学部看護学科1年。医者の家系に生まれた大人しいお嬢様。兄姉はみんな医者だが、自分は医者には向いていないと思い、看護学科へ入った。無類のタコ焼き好き。
中里 未来（なかざと みらい）
声 - あいはらめぐみ
10月30日生まれ（享年21歳） 蠍座A型 T163 B84/W55/H83
光一の妻。旧姓は綾瀬。不治の病に冒されていたが、光一と出会って結婚。しかしさくらの出産と共に亡くなった。
中里 さくら（なかざと さくら）
声 - 藤田夏海
10月30日生まれ 蠍座A型
光一と未来の娘。3歳。双葉保育園へ通う。未来が桜の花が好きだったことや、両親の思い出の桜並木にちなんで「さくら」と名付けられた。母親に似て病弱な体質だが、成長と共に少しずつ元気になってきている。

### サブキャラクター
雪桜 紅葉（ゆきざくら もみじ）
声 - Ruru
8月18日生まれ 獅子座AB型 T155 B80/W55/H82
姫乃の妹。朝霧第二中学に通う。ボーイッシュなスポーツ少女で、一人称は「ボク」。学校ではバスケット部のキャプテンを務める。勉強は大の苦手。父親を早くに亡くしたため、光一を「お兄ちゃん」と呼んで慕っている。
巴 吾郎（ともえ ごろう）
声 - 児玉さとみ
3月18日生まれ 魚座B型 T181
すめらぎの住人。一見ナイスバディな姉御だが、れっきとした男性。バイセクシャルで、夜の仕事をしているらしい。マイペースで物言いは少しひねくれている。
乾 なつき（いぬい なつき）
声 - KAZUMA
1月15日生まれ 山羊座O型 T178
すめらぎの住人。スーツを着こなす伊達男だが職業不明で、世界中を飛び回っているらしい。関西弁でしゃべる。紅葉がお気に入り。
真崎 凪（まさき なぎ）
楓の兄。楓を何かと心配している。巴やなつきとは高校の先輩・後輩の関係。
七村 美姫（ななむら みき）
光一と同じ大学に通う女性。光一より年下だがしっかり者。

## スタッフ
（出典：）
- 原画 - 結城みつる
- シナリオ - 宮村優
- 音楽 - DOORS MUSIC ENTERTAINMENT(TYRELL LAB)
- 音楽ディレクター - Yoshito_Hata
- プログラム - 瑞原奈緒
- ムービー制作 - Iris motion graphics
- ディレクター - 宮村優
- アシスタントディレクター - 弥七
- プロデューサー - 藤井純生
- エグゼクティブプロデューサー - 笹岡洋光

## 主題歌
オープニングテーマ「Stay -木漏れ日の中で-」
作詞・作曲 - Bun Yoshida、編曲 - Yoshito Hata、歌 - R E N（PC版）/佐藤裕美&YURIA（PS2版）
※PS2版では新アレンジとなっている。
エンディングテーマ「Warming 〜心の中の風〜」
作詞・作曲 - Bun Yoshida、編曲 - Yoshito Hara、歌 - Mayumi

## 関連商品
木漏れ日の並木道 ビジュアルファンブック
2003年5月17日発売 / 発行：ソフトバンクパブリッシング / ISBN 4-7973-2355-8
キャラクター紹介、イラストギャラリー、スタッフインタビュー（宮村優・弥七）、攻略ガイドなどを収録。
木漏れ日の並木道（コミカライズ）
原作：F&C・FC01 / 作画：結城みつる
『月刊コミック電撃大王』2004年2月号〜2005年7月号に連載。全15話。コミックスは角川書店（電撃コミックスEX）より全1巻。
1. 2006年3月10日発売 / ISBN 4-8402-3413-2